# Rühös Foxi
A Rühös Foxi 2017-ben alakult magyar, alternatív rock, punk rock zenekar. 

## Történet
A zenekar a budapesti Fondue Bárban alakult Szűcs Krisztián, Baksa-Soós Attila és Horváth Kristóf által, akikhez néhány héttel később csatlakozott Vazul Császár. A zenekar első koncertjét a budapesti Fest;tisztít Galéria Szecsanov Martin operatőr, és Csáky Attila filmproducer meghívására adta. Az együttes első nagylemezét Minőségi Üzenet címmel, a Jappan & Barnsz stúdióban vették fel 2017 májusában egyetlen éjszaka alatt. A zenekart a tagok számos ki- és visszalépései miatt a legfeloszlóbb magyar zenekarnak tartják. 2018. június 19-től egy hétre a zenekar megváltoztatta a nevét Szabó Bende Falfúrójára, 2019. április 17-től pedig átmeneti jelleggel két napra Kérjük A Kaput Becsukni volt a nevük. 2019-ben a Rühös Foxi Eszik a Dönert a Nagyorrú Lányok című daláról nevezték el a Fishing On Orfű Fesztivál egyik nagyszínpadát.

## Tagok
- Szűcs Krisztián (Fox Fox): ének, gitár
- Baksa-Soós Attila (Skystep Fox): ének, fúvós hangszerek
- Horváth Kristóf (Some Fox): basszusgitár, vokál
- Vazul Császár (Kaiser Fox): dobok, vokál, hugyhang

Vendégelőadók
Takács Zoltán Jappán (2017), Horváth Barnsz (2017), Gréti (2017), Frenk (2018), Szálinger Balázs (2018), Kiss Endi (2018), Czinki Ferenc (2019), Galambos Dorina (2019).

## Diszkográfia
- Minőségi Üzenet (2017) album[6]
- 555 (2018) single
- Minden Gyereket Biztonságba (2019) EP
- Sajnos Nem (2019)[7] single
- Wellness Oratorium (2020) album[8]
- Don't Cry, Erika (2021) album

## Video- és filmográfia

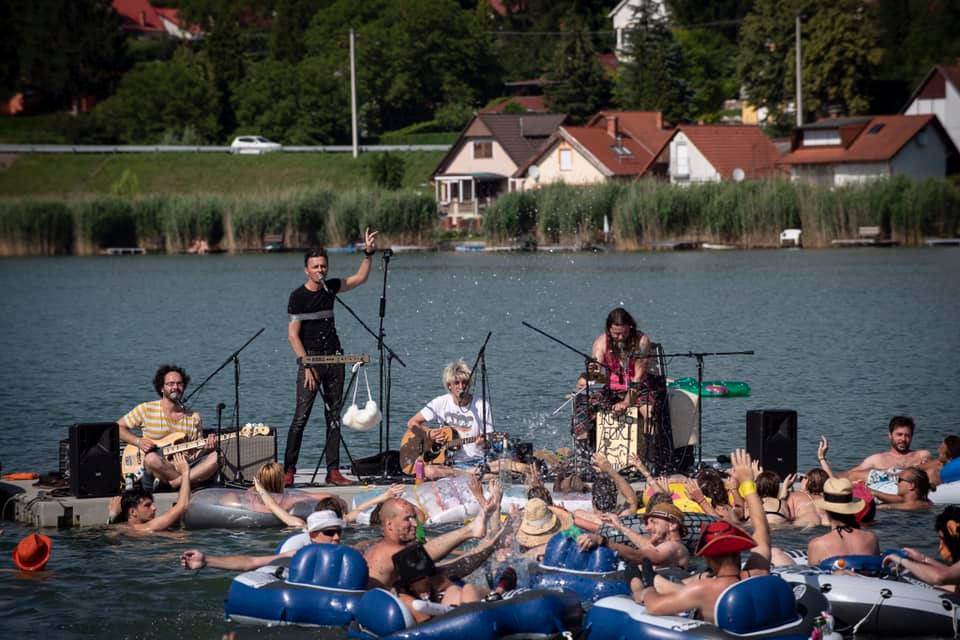
A Fishing On Orfű Fesztiválon, 2019-ben

### Klipek
- Five Five Five (2018) rendezte: Baksa-Soós Csanád[9] A forgatás helyszínként a legendás Pajtás Önkiszolgáló Étterem szolgált,[10] amely Török Ferenc Moszkva tér című filmje után újra és egyben utoljára főszerephez jutott.
- Sing (2018) rendezte: Sándor Péter[11][12]
- Hétig (2019) rendezte: Loli Alfarro[13]
- Sajnos Nem (2019) rendezte: Baksa-Soós Csanád[14][7]
- Beszálltak a dánok (2019) rendezte: Mazzag Izabella[15] A klipet a Színházi és Filmművészeti Egyetem dokumentumfilmes mesterképző osztálya (2019) készítette Ózdon.[16]
- Hey, Göszi (2020)[17][18]
- Senza Niente (2020)[19][20]

### Filmek
- A Lány (werkfilm)[21] (2017) R.: Gradvolt Endre (A zenekar első nagylemezének stúdiófelvételeit örökíti meg.)
- Az Film (dokumentumfilm, 44 perc)  (2019) R.: Hajnal Stefi, Masszi-Rigó Csilla, Sallai Márk[22]